# COMAC C929
COMAC C929 (znany również jako CRAIC CR929) – projektowany szerokokadłubowy samolot pasażerski mający pierwotnie być efektem współpracy chińskiej wytwórni Comac i rosyjskiej OAK. Od 2023 roku, po wycofaniu się Rosji ze współpracy za projekt samolotu i jego budowę odpowiada strona chińska.

## Historia

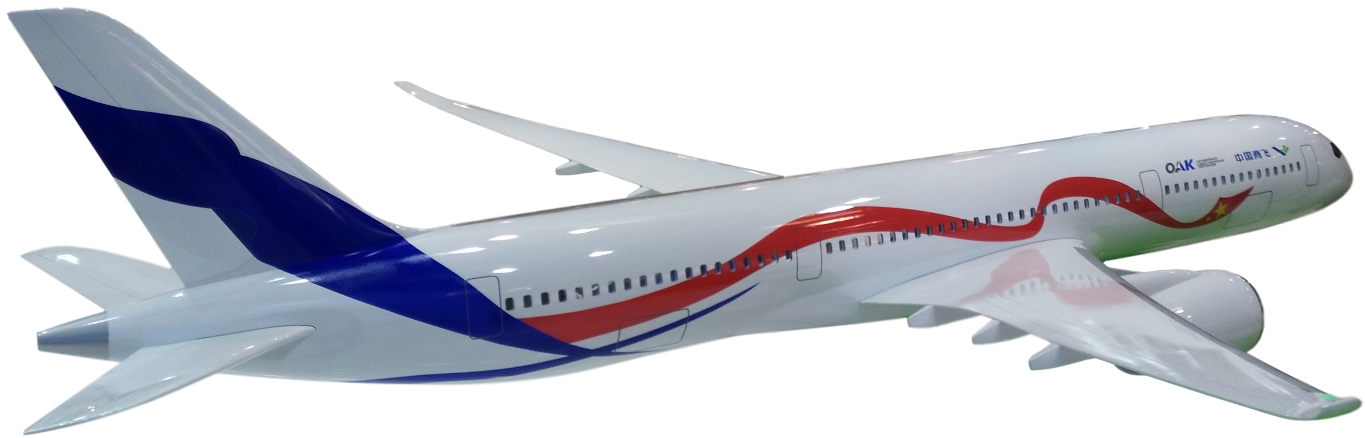
Model samolotu CRAIC CR929

Nieoficjalne doniesienia o planach budowy nowego, szerokokadłubowego samolotu pasażerskiego pojawiły się w 2011 roku. Potwierdziła to amerykańska firma Honeywell, która zapowiedziała współpracę z Chińczykami przy projekcie i budowie C929. Początkowo, chiński producent COMAC planował zaprojektowanie dwóch wersji różniących się pojemnością. Mniejszej, oznaczonej wstępnie jako C929 dla 290 pasażerów i większej, oznaczonej jako C939 dla 390 osób. W 2012 roku pojawiły się pierwsze informacje o zainteresowaniu projektem Rosji. Wcześniej Rosja proponowała współprace przy budowie średniego samolotu pasażerskiego co nie spotkało się z zainteresowaniem strony chińskiej. Bez kooperacji z Chinami a szczególnie jej potencjałem rynkowym i ciągle bardzo dużym rynkiem zbytu, Rosja sama nie zbuduje szerokokadłubowego samolotu. W czerwcu 2016 roku rosyjski prezydent Władimir Putin przebywał w Chinach. Doszło wówczas do podpisania rządowej umowy o współpracy przy zaprojektowaniu i budowie nowego, szerokokadłubowego samolotu pasażerskiego o dalekim zasięgu. Wstępne ustalenia i przygotowania do podpisania porozumienia poczyniono w maju 2014 roku. Z chińskiej strony w projekcie uczestniczy wytwórnia Comac, a z rosyjskiej Połączona Korporacja Lotnicza (OAK). Docelowo za projekt samolotu, który w Chinach otrzymał oznaczenie C929, a w Rosji SzFDMS (ШФДМС – широкофюзеляжный дальнемагистральный самолёт) miała być odpowiedzialna spółka joint venture z równymi udziałami obydwu partnerów. Wstępne informacje pochodzące z 2015 roku sugerowały powstanie samolotu o zasięgu rzędu 5000 km. Taki zasięg wskazuje na samolot przeznaczony głównie na potrzeby wewnętrznego rynku chińskiego, wydłużenie zasięgu do 10 000 km i więcej, sugeruje, iż nowa konstrukcja skierowana będzie do szerokiego grona odbiorców i stanie do konkurencji z maszynami Airbusa i Boeinga. Końcowy montaż samolotu będzie odbywał się w Szanghaju. Strona rosyjska, bazując na doświadczeniach zdobytych przy produkcji i projektowaniu samolotu Irkut MS-21, miała być odpowiedzialna za konstrukcję i budowę skrzydeł i usterzenia z szerokim wykorzystaniem materiałów kompozytowych. Do napędu nowej maszyny wykorzystane mają być dwie jednostki Rolls-Royce lub General Electric. Równolegle, chińskie przedsiębiorstwo Aeroengine Corporation of China oraz rosyjskie Połączona Korporacja Silnikowa, miały wspólnie opracować nowy silnik o ciągu rzędu 30 000 kG dla nowej maszyny. Wstępne plany zakładające oblot prototypu na 2021/2022 rok i certyfikację w 2023 roku zostały zmodyfikowane, kolejnym planowanym terminem oblotu był rok 2023, wprowadzenie do służby zaplanowano w latach 2025–2028. Model samolotu został po raz pierwszy zademonstrowany publicznie podczas odbywającej się w dniach 1–6 listopada 2016 roku w Zhuhai wystawy China International Aviation & Aerospace Exhibition. 22 maja 2017 roku Comac i OAK formalnie ogłosiły powstanie joint venture o nazwie China-Russia Commercial Aircraft International Corporation Limited (CRAIC) z równymi udziałami obydwu partnerów. Jej pierwszym prezesem został przedstawiciel OAK W. Masałow a pierwszym dyrektorem generalnym, powołany przez Comac, G. Bozhi. Obydwa przedsiębiorstwa mają po taką samą liczbę przedstawicieli w radzie nadzorczej spółki. 8 czerwca 2018 roku zaaprobowano wstępną konfigurację samolotu. Zakłada ona budowę maszyny o długości kadłuba 63,3 m i szerokości 5,92 m. Rozpiętości 63,9 m, pokład pasażerski zdolny pomieścić co najmniej 281 pasażerów w trzech klasach, zasięg rzędu 12 000 km. Plany producenta, ogłoszone 31 maja 2018 roku, zakładają zdobycie około 10% rynku jednopokładowych samolotów pasażerskich, zdominowanego obecnie przez maszyny typu Airbus A350 czy Boeing 787. Na odbywającym się w dniach 27 sierpnia – 1 września 2019 roku Moskiewskim Salonie Lotniczo-Kosmicznym zaprezentowano makietę kabiny pilotów i kabiny pasażerskiej nowego samolotu. Makiety zaprezentowane były w chińskim pawilonie narodowym.
Na początku 2021 roku, Rosja i Chiny porozumiały się co do podziału praw do opracowywanych rozwiązań technicznych i technologii użytych w pracach projektowych nad samolotem. Nadal nie rozwiązana pozostała kwestia dostawcy silników, do czasu wdrożenia do produkcji seryjnej projektowanej, chińsko-rosyjskiej jednostki. Pod koniec 2020 roku, amerykańska administracja nałożyła kolejne ograniczenia na kontakty handlowe pomiędzy Stanami a rosyjskimi i chińskimi firmami. W styczniu 2021 roku do listy firm objętych embargiem eksportowym dołączył COMAC. Działania amerykańskiego rządu mogą wpłynąć na harmonogram prac nad samolotem. Ostatnie wspólne ustalenia rosyjsko-chińskie zakładały, iż strona rosyjska odpowiedzialna będzie za budowę konsoli skrzydeł, gondoli silnikowych, pylonów łączących gondole silnikowych z płatem, sloty, klapy i centropłat. Z kolei chiński partner, odpowiedzialny będzie za budowę kadłuba, usterzenie pionowe i poziome oraz połączenie kadłub-skrzydło.

## Wycofanie Rosji
Pierwsze doniesienia o kryzysie w relacjach rosyjsko-chińskich w pracach nad nową maszyną pojawiły się po rosyjskiej inwazji na Ukrainę, w lipcu 2022 roku. Donoszono, iż rozpatrywane jest ograniczenie rosyjskiego udziału lub nawet całkowite wycofanie się Rosjan z projektu. Strona chińska zainteresowana była zaproszeniem do współpracy zachodnich producentów lotniczych. Zachodnioeuropejskie i amerykańskie koncerny lotnicze nie mogłyby jednak pozwolić sobie na uczestnictwo w projekcie, w którym znaczący udział ma objęta sankcjami Rosja. Dodatkowym czynnikiem były względy ekonomiczne. Sprzedaż samolotu na rosyjskim rynku obejmowałaby potencjalnie jedynie kilkadzisiąt samolotów. Minimalną część planów sprzedażowych, koncentrujących się na rynkach chińskim i zagranicznych. 29 czerwca 2022 roku, rosyjski wicepremier Jurij Borysow zapowiedział ograniczenie rosyjskiego udziału w projekcie. Jego słowa potwierdził minister przemysłu i handlu Denis Manturow w grudniu 2022 roku. We wrześniu 2023 roku, dyrektor generalny Zjednoczonej Korporacji Lotniczej, po raz pierwszy oficjalnie potwierdził, iż Rosja przestała być partnerem Chin w projekcie CR929. Od października 2023 roku, chińczycy promują samolot pod oznaczeniem C929.